# Ideogorgia capensis
Ideogorgia capensis is een zachte koraalsoort uit de familie Keroeididae. De koraalsoort komt uit het geslacht Ideogorgia. Ideogorgia capensis werd in 1910 voor het eerst wetenschappelijk beschreven door Simpson. 